# Sam Houser
 (janvier 2024).
Ne doit pas être confondu avec Sam Hauser.
Sam Houser, né en 1971 à Londres, est un développeur de jeux vidéo britannique, frère de Dan Houser. Il est le cofondateur et président de Rockstar Games et un des créateurs de la série Grand Theft Auto, dont il est le réalisateur et producteur depuis Grand Theft Auto III. Il est aussi responsable de la création des villes et leur ambiance depuis que GTA est passé à la 3D (GTA III).
Sam et son frère sont apparus dans la liste du magazine Time des 100 personnes qui influencent le plus le monde.
Il est incarné par Daniel Radcliffe dans le téléfilm The Gamechangers.

## Œuvre

### Producteur exécutif
- 2001 : Grand Theft Auto III
- 2001 : Max Payne
- 2002 : Grand Theft Auto: Vice City
- 2003 : Max Payne 2: The Fall of Max Payne
- 2004 : Manhunt
- 2004 : Grand Theft Auto: San Andreas
- 2004 : Red Dead Revolver
- 2005 : The Warriors
- 2005 : Grand Theft Auto: Liberty City Stories
- 2006 : Grand Theft Auto: Vice City Stories
- 2006 : Canis Canem Edit
- 2007 : Manhunt 2
- 2008 : Grand Theft Auto IV
- 2010 : Red Dead Redemption
- 2013 : Grand Theft Auto V
- 2018 : Red Dead Redemption II
- 2026 : Grand Theft Auto VI

### Acteur
- 2004 : Grand Theft Auto: San Andreas : gangster (voix)
- 2008 : Grand Theft Auto IV : piéton (voix)